# KP-Waterland

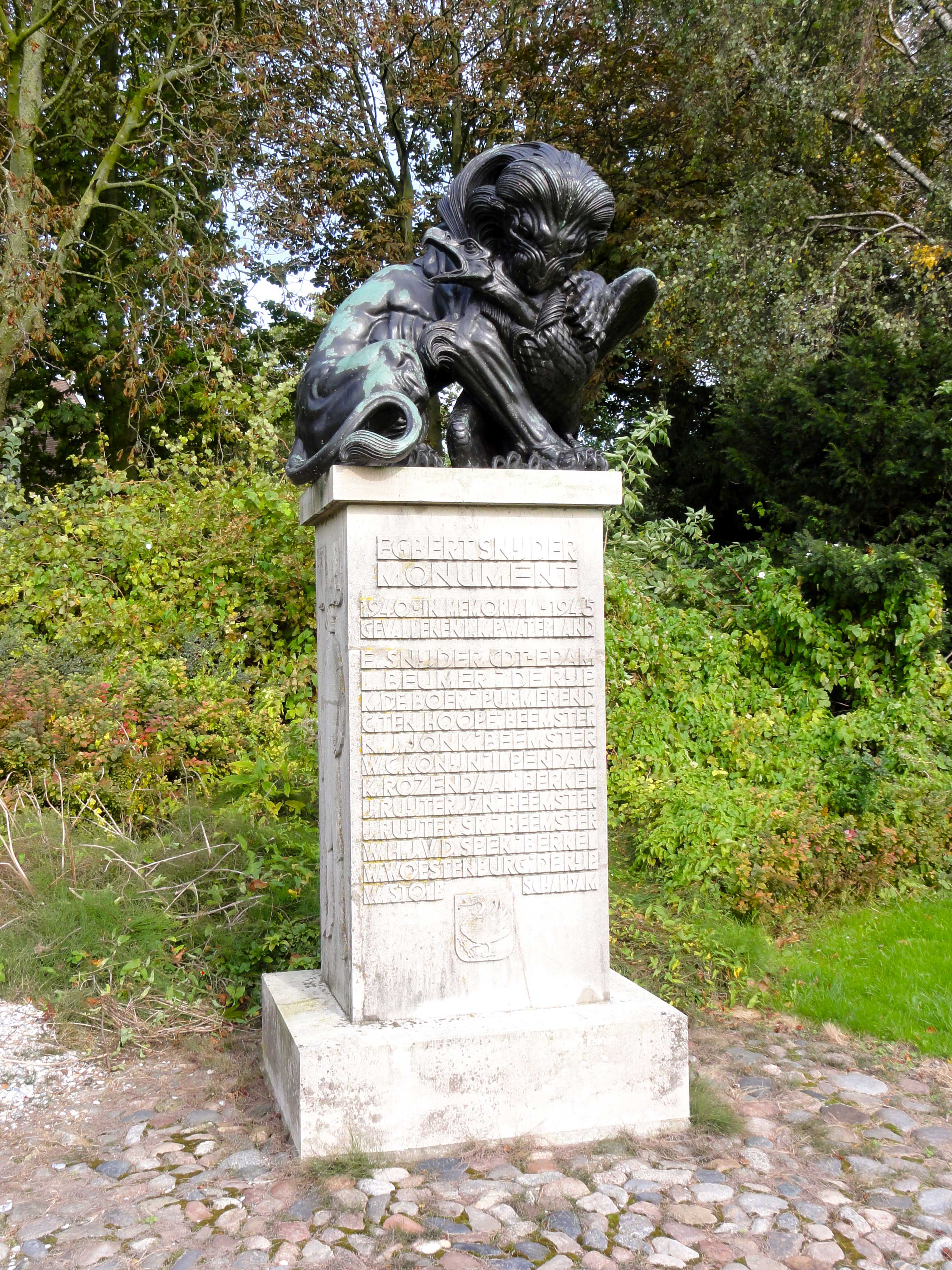
'Egbert Snijder Monument' in Edam

De Knokploeg Waterland, afgekort als KP-Waterland, was een verzetsorganisatie tijdens de Tweede Wereldoorlog. 
Knokploegen werden opgericht om distributiekantoren, gewestelijke arbeidsbureaus en bevolkingsregisters te 'kraken' (overvallen) om aan distributiebonnen, persoonsbewijzen en dergelijke te komen. KP-Waterland omvatte acht groepen, te weten: Beemster, Edam, Marken, Monnickendam, Oostzaan, De Rijp, Volendam en De Purmer, die de 'vaste groep' werd genoemd. Bij bepaalde operaties werd als één groep opgetreden.
De KP-Waterland was betrokken bij de mislukte overval op het Huis van Bewaring Weteringschans onder leiding van Johannes Post. Lid van de KP-Waterland was onder meer Cor ten Hoope, die bij de overval zwaargewond raakte en op 16 juli 1944 geëxecuteerd werd.

## Omgekomen leden
Er zijn twaalf leden van KP-Waterland geëxecuteerd door de Duitse bezetter:
- Egbert Snijder (commandant), Edam
- L. Beumer uit De Rijp
- K. de Boer uit Purmerend
- Cor ten Hoope uit Beemster
- Nico Jonk uit Beemster
- W.C. Konijn  uit Ilpendam
- Koen Rozendaal uit Berkel
- J. Ruyter jzn uit Beemster
- J. Ruyter sr uit Beemster
- W.H.J. v.d. Spek uit Berkel
- W. Woestenburg uit De Rijp
- W. Stolp uit Schardam

## Monument
In Edam staat sinds 1949 het Egbert Snijder monument ter nagedachtenis aan de twaalf leden van de KP-Waterland die zijn omgekomen. 